# Primeira Divisão (pallavolo maschile)
La Primeira Divisão, massima divisione del campionato portoghese, è una competizione pallavolistica per squadre di club portoghesi maschili, organizzata con cadenza annuale dalla FPV.

## Edizioni
| Anno             | Podio             | Podio             | Podio             |
| Campione         | Seconda           | Terza             |                   |
| ---------------- | ----------------- | ----------------- | ----------------- |
| 1946-47 dettagli | AEIST             | -                 | -                 |
| 1947-48 dettagli | AEIST             | -                 | -                 |
| 1948-49 dettagli | AEIST             | -                 | -                 |
| 1949-50 dettagli | AEIST             | -                 | -                 |
| 1950-51 dettagli | AEIST             | -                 | -                 |
| 1951-52 dettagli | AEIST             | -                 | -                 |
| 1952-53 dettagli | AEIST             | -                 | -                 |
| 1953-54 dettagli | Sporting Lisbona  | -                 | -                 |
| 1954-55 dettagli | AEIST             | -                 | -                 |
| 1955-56 dettagli | Sporting Lisbona  | -                 | -                 |
| 1956-57 dettagli | Espinho           | -                 | -                 |
| 1957-58 dettagli | AEIST             | -                 | -                 |
| 1958-59 dettagli | Espinho           | -                 | -                 |
| 1959-60 dettagli | AEIST             | -                 | -                 |
| 1960-61 dettagli | Espinho           | -                 | -                 |
| 1961-62 dettagli | LGC               | -                 | -                 |
| 1962-63 dettagli | Espinho           | -                 | -                 |
| 1963-64 dettagli | Leixões           | -                 | -                 |
| 1964-65 dettagli | Espinho           | -                 | -                 |
| 1965-66 dettagli | AEIST             | -                 | -                 |
| 1966-67 dettagli | AEIST             | -                 | -                 |
| 1967-68 dettagli | AEIST             | -                 | -                 |
| 1968-69 dettagli | Porto             | -                 | -                 |
| 1969-70 dettagli | Porto             | -                 | -                 |
| 1970-71 dettagli | Porto             | -                 | -                 |
| 1971-72 dettagli | Leixões           | -                 | -                 |
| 1972-73 dettagli | Porto             | -                 | -                 |
| 1973-74 dettagli | Leixões           | -                 | -                 |
| 1974-75 dettagli | Porto             | -                 | -                 |
| 1975-76 dettagli | Leixões           | -                 | -                 |
| 1976-77 dettagli | Porto             | -                 | -                 |
| 1977-78 dettagli | Porto             | -                 | -                 |
| 1978-79 dettagli | Leixões           | -                 | -                 |
| 1979-80 dettagli | Leixões           | -                 | -                 |
| 1980-81 dettagli | Benfica           | -                 | -                 |
| 1981-82 dettagli | Leixões           | -                 | -                 |
| 1982-83 dettagli | Esmoriz           | -                 | -                 |
| 1983-84 dettagli | Esmoriz           | -                 | -                 |
| 1984-85 dettagli | Espinho           | -                 | -                 |
| 1985-86 dettagli | Porto             | -                 | -                 |
| 1986-87 dettagli | Espinho           | -                 | -                 |
| 1987-88 dettagli | Porto             | -                 | -                 |
| 1988-89 dettagli | Leixões           | -                 | -                 |
| 1989-90 dettagli | Académica Espinho | -                 | -                 |
| 1990-91 dettagli | Benfica           | -                 | -                 |
| 1991-92 dettagli | Sporting Lisbona  | -                 | -                 |
| 1992-93 dettagli | Sporting Lisbona  | -                 | -                 |
| 1993-94 dettagli | Sporting Lisbona  | -                 | -                 |
| 1994-95 dettagli | Espinho           | -                 | -                 |
| 1995-96 dettagli | Espinho           | -                 | -                 |
| 1996-97 dettagli | Espinho           | -                 | -                 |
| 1997-98 dettagli | Espinho           | -                 | -                 |
| 1998-99 dettagli | Espinho           | -                 | -                 |
| 1999-00 dettagli | Espinho           | -                 | -                 |
| 2000-01 dettagli | Castêlo da Maia   | Esmoriz           | Espinho           |
| 2001-02 dettagli | Castêlo da Maia   | Esmoriz           | Espinho           |
| 2002-03 dettagli | Castêlo da Maia   | Esmoriz           | Espinho           |
| 2003-04 dettagli | Castêlo da Maia   | Esmoriz           | Vitória           |
| 2004-05 dettagli | Benfica           | Espinho           | Esmoriz           |
| 2005-06 dettagli | Espinho           | Vitória           | Esmoriz           |
| 2006-07 dettagli | Espinho           | Vitória           | Castêlo da Maia   |
| 2007-08 dettagli | Vitória           | Espinho           | Fonte do Bastardo |
| 2008-09 dettagli | Espinho           | Vitória           | Benfica           |
| 2009-10 dettagli | Espinho           | Benfica           | Vitória           |
| 2010-11 dettagli | Fonte do Bastardo | Benfica           | Castêlo da Maia   |
| 2011-12 dettagli | Espinho           | Benfica           | Fonte do Bastardo |
| 2012-13 dettagli | Benfica           | Espinho           | Fonte do Bastardo |
| 2013-14 dettagli | Benfica           | Fonte do Bastardo | -                 |
| 2014-15 dettagli | Benfica           | Fonte do Bastardo | -                 |
| 2015-16 dettagli | Fonte do Bastardo | Benfica           | -                 |
| 2016-17 dettagli | Benfica           | Espinho           | -                 |
| 2017-18 dettagli | Sporting Lisbona  | Benfica           | Espinho           |
| 2018-19 dettagli | Benfica           | Sporting Lisbona  | Fonte do Bastardo |
| 2019-20 dettagli | Non assegnato     | Non assegnato     | Non assegnato     |
| 2020-21 dettagli | Benfica           | Fonte do Bastardo | Sporting Lisbona  |
| 2021-22 dettagli | Benfica           | Sporting Lisbona  | Fonte do Bastardo |
| 2022-23 dettagli | Benfica           | Fonte do Bastardo | Sporting Lisbona  |
| 2023-24 dettagli | Benfica           | Sporting Lisbona  | Académica Espinho |

## Palmarès
| Squadra           | Titolo | Edizione |
| ----------------- | ------ | --- |
| Espinho           | 18     | 1956-57, 1958-59, 1960-61, 1962-63, 1964-65, 1984-85, 1986-87, 1994-95, 1995-96, 1996-97, 1997-98, 1998-99, 1999-00, 2005-06, 2006-07, 2008-09, 2009-10, 2011-12 |
| AEIST             | 13     | 1946-47, 1947-48, 1948-49, 1949-50, 1950-51, 1951-52, 1952-53, 1954-55, 1957-58, 1959-60, 1965-66, 1966-67, 1967-68                                              |
| Benfica           | 12     | 1980-81, 1990-91, 2004-05, 2012-13, 2013-14, 2014-15, 2016-17, 2018-19, 2020-21, 2021-22, 2022-23, 2023-24                                                       |
| Porto             | 9      | 1968-69, 1969-70, 1970-71, 1972-73, 1974-75, 1976-77, 1977-78, 1985-86, 1987-88                                                                                  |
| Leixões           | 8      | 1963-64, 1971-72, 1973-74, 1975-76, 1978-79, 1979-80, 1981-82, 1988-89                                                                                           |
| Sporting Lisbona  | 6      | 1953-54, 1955-56, 1991-92, 1992-93, 1993-94, 2017-18 |
| Castêlo da Maia   | 4      | 2000-01, 2001-02, 2002-03, 2003-04 |
| Esmoriz           | 2      | 1982-83, 1983-84 |
| Fonte do Bastardo | 2      | 2010-11, 2015-16 |
| LGC               | 1      | 1961-62 |
| Académica Espinho | 1      | 1989-90 |
| Vitória           | 1      | 2007-08 |